# 黑籽水蜈蚣
黑籽水蜈蚣（学名：Cyperus melanospermus）是莎草科莎草属的植物。分布在菲律宾、非洲、锡兰、印度尼西亚、印度以及中国大陆的海南等地，生长于海拔1,280米至2,600米的地区，多生长于沙土上、路边湿地以及水边，目前尚未由人工引种栽培。